# 楚姆霍爾茨

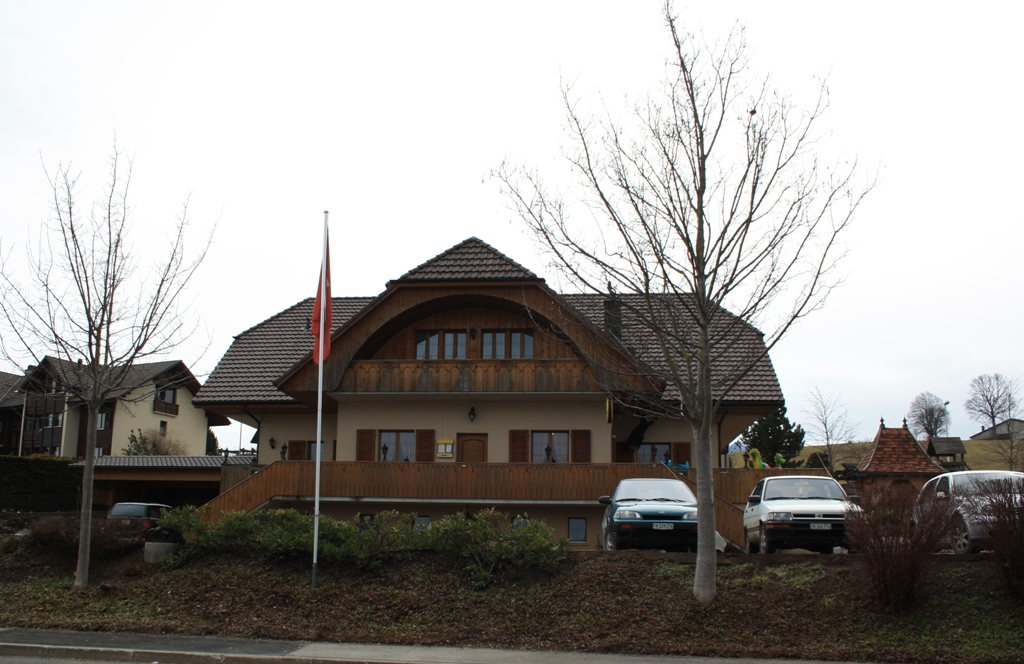

楚姆霍爾茨是瑞士的城鎮，位於該國西部，由弗里堡州負責管轄，面積1.89平方公里，海拔高度867米，2011年人口408，七成半人口信奉羅馬天主教，人口密度每平方公里216人。

## 外部連結
- Official website （德文）